# 岡山県道292号黒忠明治線
岡山県道292号黒忠明治線（おかやまけんどう292ごう くろただめいじせん）は、岡山県井原市を通る一般県道である。

## 概要
井原市美星町黒忠から井原市美星町明治に至る。

### 路線データ
- 起点：岡山県井原市美星町黒忠（岡山県道77号美星高山市線交点）
- 終点：岡山県井原市美星町明治（岡山県道48号笠岡美星線交点）
- 総延長：6.7 km[注釈 1][1]
- 管理者：岡山県（備中県民局井笠地域事務所）

## 歴史
かつて中世の三斉市でにぎわい発展した八日市（現：井原市美星町黒忠、井原市美星町星田、井原市芳井町花滝にまたがる地域。）と備中松山や成羽（現：いずれも高梁市）を結んでいた旧八日市往来（成羽往来とも）が原型となっている路線である。

### 年表
- 1960年（昭和35年）3月18日 - 岡山県告示第335号により認定される。
- 1972年（昭和47年）秋頃 - 現行の県道番号に変更される。
- 1993年（平成5年）5月11日 - 建設省から、県道黒忠明治線の一部を美星高山市線として主要地方道に指定される[2]。
- 1994年（平成6年）4月1日 - 岡山県道77号美星高山市線認定（岡山県告示第250号）に伴い、路線が短縮される。
- 2005年（平成17年）3月1日 - 小田郡美星町と後月郡芳井町の井原市に編入に伴い、起終点および通過地の地名が変更となる（起点および通過地：小田郡美星町大字黒忠→井原市美星町黒忠、終点および通過地：小田郡美星町大字明治→井原市美星町明治）。これにより、井原市域のみを通る市内完結路線となる。

## 路線状況
車線数は1.5 - 2車線。地図上では井原市美星町黒忠から高梁市成羽町への短絡路に見えるものの、接続先の岡山県道48号笠岡美星線には、本県道との接続地点以北において軽自動車同士の離合すら難しい幅員狭小区間が存在するため、高梁市への連絡には向かない。ただし、岡山県道48号笠岡美星線の幅員狭小区間を避ける迂回路は遠回りながら存在し、本県道との接続地点南側に岡山県道35号倉敷成羽線の梨ノ木峠へ抜ける1.5車線路の井原市道を利用することで幅員狭小区間を回避することは可能である。

### 通称
- 星の里街道（井原市美星町黒忠）‐岡山県営広域営農団地農道備中西部地区重複区間のみ

### 重複区間
- 岡山県営広域営農団地農道備中西部地区（井原市美星町黒忠 - 井原市美星町明治）

### 並行する旧街道
- 八日市往来

成羽往来とも。かつて中世の三斎市でにぎわい、発展した八日市（現：井原市美星町黒忠、井原市美星町星田、井原市芳井町花滝にまたがる地域。）を中心に各地を結ぶ。

## 地理

### 通過する自治体
- 岡山県
  - 井原市

### 交差する道路
| 交差する道路                                      | 交差する場所 | 交差する場所 |
| ------------------------------------------------- | ------------ | ------------ |
| 岡山県道77号美星高山市線                          | 美星町黒忠   | 起点         |
| 岡山県営広域営農団地農道備中西部地区 重複区間起点 | 美星町黒忠   |              |
| 岡山県営広域営農団地農道備中西部地区 重複区間終点 | 美星町明治   |              |
| 岡山県道48号笠岡美星線                            | 美星町明治   | 終点         |

### 沿線
- 井原警察署 八日市駐在所
- 美星明治簡易郵便局
- 八日市の町並み（井原市美星町黒忠、美星町星田、芳井町花滝）
- 小笹丸城址（井原市美星町黒忠）
  - 首なし地蔵（井原市美星町黒忠）
  - 八幡神社（井原市美星町黒忠）